# Heraclea de Traquinia

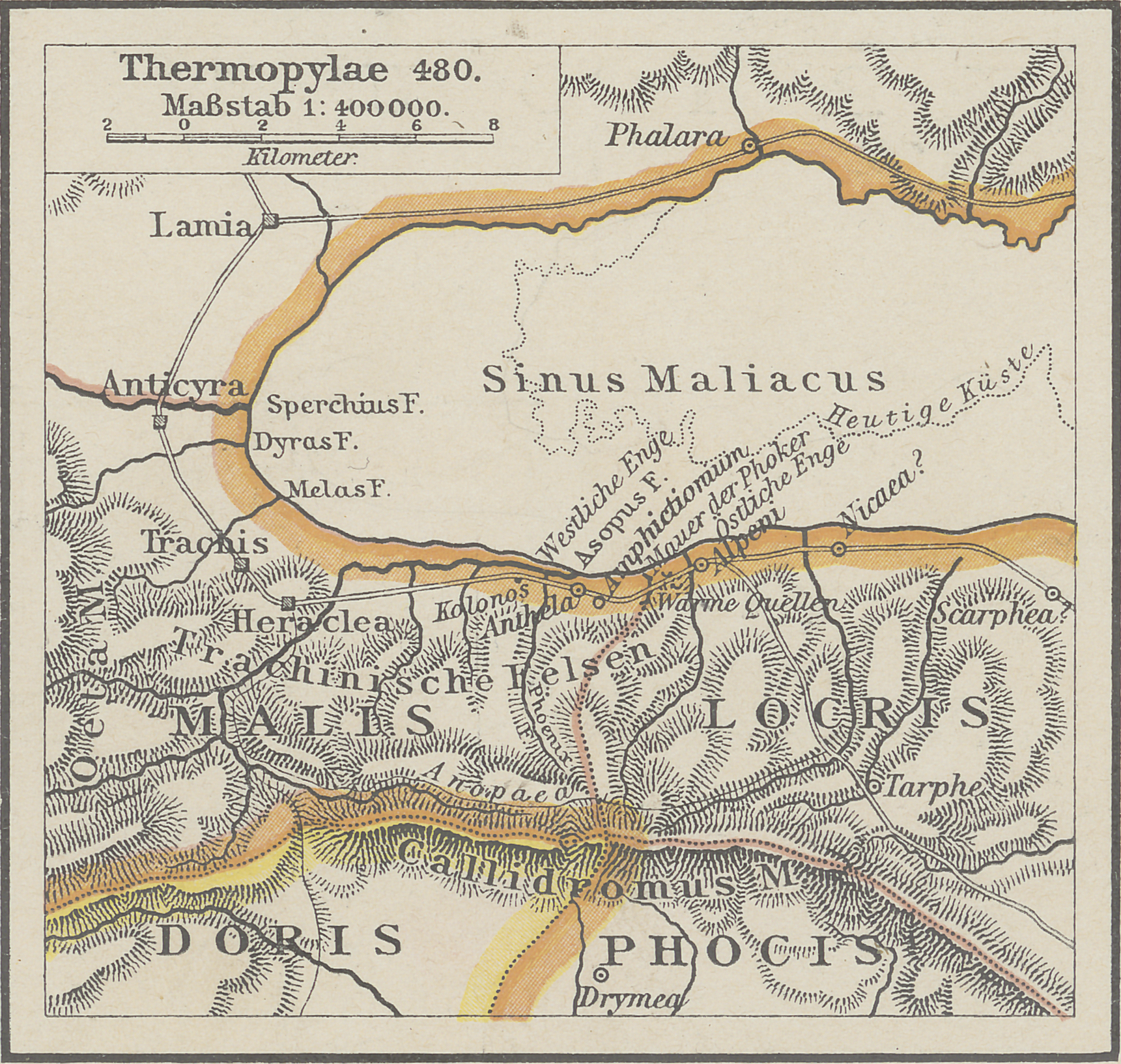
Mapa de la zona de las Termópilas que muestra las ubicaciones de Traquinia y de Heraclea de Traquinia.

Heraclea de Traquinia fue una antigua ciudad griega al sur del río Esperqueo y del río Melas (a menos de 1 km de este, que en la actualidad es afluente del primero) y muy cerca del Golfo Maliaco. Estaba situada a unos 3 km del mar y a algo más de 7 km al oeste-suroeste de las Termópilas, desfiladero que fue el escenario de la Batalla de las Termópilas en 480 a. C. Estrabón la ubica a seis estadios de una ciudad más antigua llamada Traquinia.

## Historia
Fue fundada en 426 a. C. por los espartanos Álcidas, Damagón y León, a raíz de la solicitud de ayuda de una delegación del pueblo de los traquinios, malparados después de la guerra contra sus vecinos los eteos. A la embajada traquinia se sumaron enviados de la Dórida (región al sur de los eteos) que también habían resultado perjudicados en dicha guerra.
La Apella de Esparta decidió fundar la colonia para defender a los traquinios y dorios y porque desde allí, en relación con su guerra contra los atenienses podrían:
- equipar una flota para atacar la isla de Eubea, acortando la distancia desde el Peloponeso
- y marchar a hacia Tracia directamente en caso de necesidad: Brásidas partiría dos años después desde Heraclea para llegar a Calcídica pasando por Tesalia.[3]

Los lacedemonios enviaron a los colonos —espartiatas y periecos—, invitaron a otras polis griegas, excepto a las jonias, aqueas, y algunas otras aliadas de los atenienses. La amurallaron, edificaron un arsenal y, fortificaron el lado de las Termópilas por la parte del paso.
Diodoro Sículo informa de que llegó a tener una población de 10 000 habitantes, de los que 4000 serían peloponesios y 6000 del resto de Grecia. Los habitantes de los alrededores, enianes, dólopes, melieos y tesalios se sintieron amenazados por la fundación de la potencia espartana y la intentaron destruir, de manera que en el año 420/19 a. C., hubo un enfrentamiento entre estos y los heracleotas en donde vencieron los primeros y murió, entre otros, su jefe Jenares, que era espartano. Refugiados en el interior de las murallas, los heracleotas pidieron ayuda a Tebas, que enviaron 1000 hoplitas que consiguieron rechazar a los atacantes.
En el 409/408 a. C. los colonos de la ciudad se enfrentaron a los eteos y murieron 700 de ellos, debido, según narra Jenofonte, a que fueron traicionados por los aqueos, que hasta entonces habían sido sus aliados.
En el 399 a. C. estalló una revuelta en la ciudad y los espartanos enviaron tropas al mando de Herípidas, que apresaron a los sublevados y los ejecutaron. Diodoro Sículo cifra los ejecutados en aproximadamente 500.
En el 395 a. C. una expedición de beocios y argivos se apoderó de Heraclea. Tras ello, llamaron para que volvieran a la ciudad a los traquinios que habían sido desterrados por los lacedemonios.
En el 371/370 a. C. Jasón de Feras, tomó la ciudad por sorpresa, arrasó sus murallas, y la dio a los eteos y melieos.
En el año 279 a. C. los gálatas, comandados por Breno y Acicorio llegaron a Heraclea en su tentativa de invasión de Grecia. Los gálatas mataron a muchos heracleotas y establecieron su campamento en su territorio, pero no tomaron la ciudad.
Heraclea era posesión de los etolios cuando, en el 191 a. C. los romanos, comandados por Manio Acilio Glabrión, sitiaron Heraclea durante 24 días, tomaron la ciudad y la saquearon.
Tito Livio indica la ubicación de la ciudad al pie del monte Eta, en una llanura, rodeada de terreno pantanoso y con una ciudadela bastante alta. Añade que estaba amurallada, y atestigua la presencia del gimnasio y de un templo de Artemisa.
La ciudad está atestiguada al menos hasta el siglo VI, cuando Procopio de Cesarea la menciona como parte de los esfuerzos de Justiniano I de fortificar el cercano paso de las Termópilas. Según Procopio, se erigió un muro a través del valle de Asopos, y la ciudad se protegió con otra fortaleza no identificada llamada Myropoles. Huellas de fortificaciones bizantinas, así como de una cisterna sobreviven en el lugar. La ciudad fue abandonada aparentemente durante las décadas siguientes. Algunos estudiosos modernos han tratado de identificarla con los asentamientos medievales posteriores de Ravennika o Siderocastro, pero estas identificaciones son generalmente rechazadas como incompatibles con la evidencia literaria.